# Доминиканская профессиональная бейсбольная лига
Доминиканская профессиональная бейсбольная лига (исп. Liga de Béisbol Profesional de la República Dominicana)  или LIDOM — зимняя профессиональная бейсбольная  лига, в которую входят 6 клубов Доминиканской Республики; она является высшей бейсбольной лигой в стране. В лиге зачастую проявляют себя многие местные перспективные бейсболисты, после чего отправляются в США выступать в Главной лиге бейсбола (МЛБ), с другой стороны здесь играют многие ветераны МЛБ. Чемпион лиги получает право выступить в ежегодных Карибских сериях.
На первом этапе ежегодного чемпионата лиги, с середины октября по конец декабря, каждая команда проводит 50 матчей по системе каждый с каждым. На следующей стадии турнира 4 лучшие команды по итогам первого этапа проводят по 18 игр каждая по той же системе с конца декабря по конец января. В итоге 2 лучших клуба разыгрывают чемпионский титул в серии до 9 игр. 

## Команды
| Команда              | Город                      | Стадион          | Вместимость |
| -------------------- | -------------------------- | ---------------- | ----------- |
| Агилас Сибаэньяс     | Сантьяго-де-лос-Кабальерос | Сибао            | 18 077      |
| Эстрельяс Орьенталес | Сан-Педро-де-Макорис       | Тетело Варгас    | 8 000       |
| Хигантес дель Сибао  | Сан-Франсиско-де-Макорис   | Хулиан Хавьер    | 12 000      |
| Леонес дель Эскохидо | Санто-Доминго              | Кискея           | 16 500      |
| Тигрес дель Лисей    | Санто-Доминго              | Кискея           | 16 500      |
| Торос дель Эсте      | Ла-Романа                  | Франсиско Мичели | 8 838       |

## История
Существовавшая с 1930-го по 1963-й год военная диктатура генерала Рафаэля Трухильо во многом способствовала развитию бейсбола в Доминиканской Республике. Трухильо принуждал сахарные заводы создавать свои собственные команды, в которых играли работники этих производств во время отсутствия работы, связанного с цикличностью выращивания и переработки сахарного тростника. Таким образом создание высокого уровня конкуренции и организационный структуры способствовало росту популярности бейсбола.
В 1937 году доминиканские бейсбольные команды подписали множество игроков Негритянской лиги (США). Последних прельстили большие зарплаты, которые им выплачивались за счёт богатейших и влиятельнейших доминиканцев.

## Победители лиги
| Сезон | Чемпион                     | Финалист             |
| ----- | --------------------------- | -------------------- |
| 1922  | Леонес дель Эскохидо        | Тигрес дель Лисей    |
| 1923  | незавершённый сезон         |                      |
| 1924  | Тигрес дель Лисей           | Леонес дель Эскохидо |
| 1929  | Тигрес дель Лисей           | Леонес дель Эскохидо |
| 1936  | Эстрельяс Орьенталес        | Тигрес дель Лисей    |
| 1937  | Драгонес де Сьюдад Трухильо | Агилас Сибаэньяс     |

| 1951    | Тигрес дель Лисей    | Леонес дель Эскохидо |
| 1952    | Агилас Сибаэньяс     | Тигрес дель Лисей    |
| 1953    | Тигрес дель Лисей    | Агилас Сибаэньяс     |
| 1954    | Эстрельяс Орьенталес | Тигрес дель Лисей    |
| 1955-56 | Леонес дель Эскохидо | Агилас Сибаэньяс     |
| 1956-57 | Леонес дель Эскохидо | Тигрес дель Лисей    |
| 1957-58 | Леонес дель Эскохидо | Эстрельяс Орьенталес |
| 1958-59 | Тигрес дель Лисей    | Леонес дель Эскохидо |
| 1959-60 | Леонес дель Эскохидо | Эстрельяс Орьенталес |
| 1960-61 | Леонес дель Эскохидо | Агилас Сибаэньяс     |
| 1961-62 | незавершённый сезон  |                      |
| 1962-63 | не состоялся         |                      |
| 1963-64 | Тигрес дель Лисей    | Агилас Сибаэньяс     |
| 1964-65 | Агилас Сибаэньяс     | Леонес дель Эскохидо |
| 1965-66 | не состоялся         |                      |
| 1966-67 | Агилас Сибаэньяс     | Леонес дель Эскохидо |
| 1967-68 | Эстрельяс Орьенталес | Леонес дель Эскохидо |
| 1968-69 | Леонес дель Эскохидо | Эстрельяс Орьенталес |
| 1969-70 | Тигрес дель Лисей    | Агилас Сибаэньяс     |
| 1970-71 | Тигрес дель Лисей    | Леонес дель Эскохидо |
| 1971-72 | Агилас Сибаэньяс     | Тигрес дель Лисей    |
| 1972-73 | Тигрес дель Лисей    | Эстрельяс Орьенталес |
| 1973-74 | Тигрес дель Лисей    | Агилас Сибаэньяс     |
| 1974-75 | Агилас Сибаэньяс     | Эстрельяс Орьенталес |
| 1975-76 | Агилас Сибаэньяс     | Тигрес дель Лисей    |
| 1976-77 | Тигрес дель Лисей    | Агилас Сибаэньяс     |
| 1977-78 | Агилас Сибаэньяс     | Тигрес дель Лисей    |
| 1978-79 | Агилас Сибаэньяс     | Леонес дель Эскохидо |
| 1979-80 | Тигрес дель Лисей    | Эстрельяс Орьенталес |
| 1980-81 | Леонес дель Эскохидо | Агилас Сибаэньяс     |
| 1981-82 | Леонес дель Эскохидо | Эстрельяс Орьенталес |
| 1982-83 | Тигрес дель Лисей    | Агилас Сибаэньяс     |
| 1983-84 | Тигрес дель Лисей    | Агилас Сибаэньяс     |
| 1984-85 | Тигрес дель Лисей    | Azucareros del Este  |
| 1985-86 | Агилас Сибаэньяс     | Тигрес дель Лисей    |
| 1986-87 | Агилас Сибаэньяс     | Эстрельяс Орьенталес |
| 1987-88 | Леонес дель Эскохидо | Эстрельяс Орьенталес |
| 1988-89 | Леонес дель Эскохидо | Тигрес дель Лисей    |
| 1989-90 | Леонес дель Эскохидо | Агилас Сибаэньяс     |
| 1990-91 | Тигрес дель Лисей    | Леонес дель Эскохидо |
| 1991-92 | Леонес дель Эскохидо | Эстрельяс Орьенталес |
| 1992-93 | Агилас Сибаэньяс     | Azucareros del Este  |
| 1993-94 | Тигрес дель Лисей    | Агилас Сибаэньяс     |
| 1994-95 | Azucareros del Este  | Агилас Сибаэньяс     |
| 1995-96 | Агилас Сибаэньяс     | Эстрельяс Орьенталес |
| 1996-97 | Агилас Сибаэньяс     | Леонес дель Эскохидо |
| 1997-98 | Агилас Сибаэньяс     | Тигрес дель Лисей    |
| 1998-99 | Тигрес дель Лисей    | Леонес дель Эскохидо |
| 1999-00 | Агилас Сибаэньяс     | Эстрельяс Орьенталес |
| 2000-01 | Агилас Сибаэньяс     | Леонес дель Эскохидо |
| 2001-02 | Тигрес дель Лисей    | Агилас Сибаэньяс     |
| 2002-03 | Агилас Сибаэньяс     | Леонес дель Эскохидо |
| 2003-04 | Тигрес дель Лисей    | Хигантес дель Сибао  |
| 2004-05 | Агилас Сибаэньяс     | Тигрес дель Лисей    |
| 2005-06 | Тигрес дель Лисей    | Агилас Сибаэньяс     |
| 2006-07 | Агилас Сибаэньяс     | Тигрес дель Лисей    |
| 2007-08 | Агилас Сибаэньяс     | Тигрес дель Лисей    |
| 2008-09 | Тигрес дель Лисей    | Хигантес дель Сибао  |
| 2009-10 | Леонес дель Эскохидо | Хигантес дель Сибао  |
| 2010-11 | Торос дель Эсте      | Эстрельяс Орьенталес |
| 2011-12 | Леонес дель Эскохидо | Агилас Сибаэньяс     |
| 2012-13 | Леонес дель Эскохидо | Агилас Сибаэньяс     |
| 2013-14 | Тигрес дель Лисей    | Леонес дель Эскохидо |

| Team                        | Championships |
| --------------------------- | ------------- |
| Тигрес дель Лисей           | 21 (2)*       |
| Агилас Сибаэньяс            | 20            |
| Леонес дель Эскохидо        | 15 (1)*       |
| Эстрельяс Орьенталес        | 2 (1)*        |
| Торос дель Эсте             | 2             |
| Хигантес дель Сибао         | 0             |
| Кайманес дель Сур           | 0             |
| Драгонес де Сьюдад Трухильо | 0 (1)*        |

*Чемпионства до образования LIDOM (1951)